# Danaja (Klimt)
Danaja je slavno ulje na platnu koje je 1907. godine naslikao slavni austrijski slikar Gustav Klimt. Slika potječe iz Klimtove “zlatne” faze koja se odlikuje intenzivnim dekorativnim lirizmom i formalnom stilizacijom.
Mitska Danaja je bila popularna tema početkom 20. stoljeća jer je korištena kao prikaz božanske ljubavi i simbol transcendentnosti. Naime, prema mitu, dok je kraljevnu Danaju njezin otac, kralj Arga, Akrisios, zatočio u brončani toranj, posjetio ju je i zaveo sam Zeus u obliku neodoljive zlatne kiše. Kao plod ovog obljuba rođen je mitski junak Perzej.
Za razliku od svojih slavnih prethodnika (Titian, Corregio, Rembrandt) čije su Danaje naslikane kao privlačne žene koje leže na mekanim udobnim ležaljkama u pratnji sluškinja, Klimtova je Danaja prikazana sama. No, postavljanjem modela s podignutom nogu, ova slika odaje počast Titianovim slikama s istom temom. Žuto-zlatna boja koja se ističe na slici predstavlja vrhunac Zeusova zavođenja Danaje u obliku zlatne kiše. Očito je iz njezina izraza na licu da je seksualno uzbuđna izazvana zlatnim strujanjem. Još i danas se mogu pronaći različita mišljenja o tomu da li je Klimt želio prikazati Danaju kao naivnu i čistu djevojku ili kao djevojku svjesnu svoje ljepote i seksualnosti. Bujna valovita crvenkasta kosa koja je simbol predanosti, s mnogobrojnim pramenovima koji obavijaju Danajino rame, u finom su formalnom suglasju s mekim naborima tamne i prozirne lake tkanine. U ovom je radu Danaja uvijena u raskošan kraljevski ljubičasti veo koji se odnosi na njezino carsko podrijetlo. Danajin veo je prošaran zlatnim ornamentima kružnog oblika, što također predstavlja harmoniju sa zlatnom kišom. Upravo taj veo, ostatak Danajine odjeće, ide u prilog mišljenju kako Danaja ne spava već slavi smrt svoga djevičanstva. Svim tim kružnim pojedinostima slike, dinamičnu ravnotežu daje crvenkasta bradavica Danajine dojke. Osim pojedinih crvenkastih dijelova njezinog tijela, važnost čini i veličina njezinog bedra što ukazuje bogatstvo oblika ženskog tijela. Promatranjem ovog djela uočljivo je da se umjetnik usredotočio na žensko tijelo i senzualni erotizam u svom radu koji je rezultirao nekim od najljepših djela moderne umjetnosti. Ostala djela koja su u sličnom stilu kao Danaja su Klimtova „Medicina“ (1900. – 1907.) i „Vodene zmije“ (1904. – 1907.).